# Jalkapallon suomenmestaruuskilpailut 1915
Sedmý ročník Jalkapallon suomenmestaruuskilpailut (Finského fotbalového mistrovství) se konal za účastí čtyř klubů.
Vítězem turnaje se stal podruhé ve své klubové historii a obhájce minulého ročníku Kronohagens IF, který porazil ve finále Åbo IFK 1:0.